# Miquel Brown
Miquel Brown (* 8. Februar 1945 in Montreal, Québec, Kanada, als Michael Brown) ist eine US-amerikanische Sängerin und Schauspielerin.

## Biografie
Michael Brown änderte ihren Vornamen in Miquel, um nicht für einen Mann gehalten zu werden. Das funktionierte allerdings nur bedingt, weil sie mit ihrem damaligen Kurzhaarschnitt sehr maskulin wirkte. Auf späteren Alben trug die Sängerin eine weiblichere Frisur, um keinen Zweifel an ihrem Geschlecht zuzulassen.
Browns Eltern wollten, dass ihre Tochter Ärztin wird, konnten sich aber nicht durchsetzen, denn Miquel zog es in die Unterhaltungsbranche. Ohne das Wissen von Mutter und Vater ging sie in Diskotheken, brach ihr Medizinstudium an der University of Washington ab und setzte es nie fort.
Nach einem Vorsprechen in Detroit bekam Miquel Brown die Rolle der Sheila im Musical Hair. Es folgte eine Tournee durch die Vereinigten Staaten. Anfang der 1970er Jahre zog es sie nach Großbritannien, wo Brown als Sängerin arbeitete und kleinere Rollen in Filmen (Rollerball) und Musicals (The Best Little Whorehouse in Texas, Starlight Express) übernahm. Das erste Album Symphony of Love brachte ihr in den späten 1970er Jahren Beachtung.
Zusammen mit dem Produzenten Ian Levine (Evelyn Thomas – High Energy) entstand die Single So Many Men, So Little Time, die es in die Charts schaffte. Auch die Titel He’s a Saint, He’s a Sinner, Black Leather und Close to Perfection erreichten Platzierungen in verschiedenen Hitparaden. Weitere Singles, wie I Was Strong (My Moment) (1990), konnten nicht an die alten Erfolge anknüpfen.
Miquel Brown hat eine Tochter, Sinitta, die in den 1980er Jahren Erfolge als Popsängerin feierte.

## Diskografie

### Studioalben
- 1978: Symphony of Love (Polydor)
- 1983: Manpower (Carrere / Record Shack)
- 1985: Close to Perfection (Record Shack)

### Kompilationen
- 1991: The Best of Miquel Brown: So Many Men, So Little Time
- 1991: The Best of Miquel Brown
- 1996: The Best Of
- 2006: Orgànic
- 2006: One Hundred Percent Miquel Brown
- 2006: Simply Miquel Brown
- 2006: So Many Men
- 2006: The Very Best of Miquel Brown
- 2014: Manpower / Close to Perfection (Special Edition) (UK) / Disco Recharge: Miquel Brown (US)

### Singles
| Jahr | Titel Album                                                          | Höchstplatzierung, Gesamtwochen, AuszeichnungChartplatzierungen (Jahr, Titel, Album, Platzierungen, Wochen, Auszeichnungen, Anmerkungen) | Höchstplatzierung, Gesamtwochen, AuszeichnungChartplatzierungen (Jahr, Titel, Album, Platzierungen, Wochen, Auszeichnungen, Anmerkungen) | Höchstplatzierung, Gesamtwochen, AuszeichnungChartplatzierungen (Jahr, Titel, Album, Platzierungen, Wochen, Auszeichnungen, Anmerkungen) | Anmerkungen                                                             |
| Jahr | Titel Album                                                          | DE | UK | Dance | Anmerkungen                                                             |
| ---- | -------------------------------------------------------------------- | --- | --- | --- | ----------------------------------------------------------------------- |
| 1979 | Symphony of Love / Dancing with the Lights Down Low Symphony of Love | — | — | Dance28 (7 Wo.)Dance | Erstveröffentlichung: Dezember 1978 Autoren: Alan Hawkshaw, Barry Mason |
| 1983 | So Many Men, So Little Time Manpower                                 | DE28 (16 Wo.)DE | UK88 (4 Wo.)UK | Dance2 (19 Wo.)Dance | Erstveröffentlichung: Mai 1983 Autoren: Ian Levine, Fiachra Trench      |
| 1984 | He’s a Saint, He’s a Sinner Manpower                                 | — | UK68 (4 Wo.)UK | Dance29 (10 Wo.)Dance | Erstveröffentlichung: Januar 1984 Autoren: Ian Levine, Fiachra Trench   |
| 1984 | So Many Men, So Little Time (Remix) Manpower                         | — | UK78 (4 Wo.)UK | — | Erstveröffentlichung: Mai 1984 Autoren: Ian Levine, Fiachra Trench      |
| 1984 | Beeline Manpower                                                     | — | — | Dance44 (6 Wo.)Dance |                                                                         |
| 1985 | Close to Perfection                                                  | — | UK63 (7 Wo.)UK | — | Erstveröffentlichung: August 1985 Autoren: Ian Levine, Fiachra Trench   |

Weitere Singles 
- 1973: Something to Do with Love
- 1977: First Time Around
- 1979: The Day That They Got Disco in Brazil
- 1984: Manpower
- 1985: On the Radio
- 1985: One Hundred Percent
- 1986: One Way Street / Love Reputation
- 1986: Footprints in the Sand
- 1986: You’re the Love of My Life (mit Joe Bourne)
- 1986: Medley Mix (Miquel Brown / B. B. & Q. Band / Barbara Pennington / Fatback)
- 1989: This Time It’s Real
- 1990: I Was Strong (My Moment)
- 1991: So Many Men, So Little Time (Remixes)
- 1993: The Mega Mix
- 1997: It’s a Sin

## Soundtracks
- 1997: So Many Men, So Little Time in „Kiss Me, Guido“
- 2009: So Many Men, So Little Time in „An Englishman in New York“

## Filmografie
- 1974: Armchair Cinema (Fernsehserie, Folge: Regan)
- 1975: Rollerball
- 1978: Superman
- 1983: Philip Marlowe, Private Eye (Fernsehserie, Folge: Smart Aleck Kill)
- 1989: Casualty (Fernsehserie, Folge: Accidents Happen)
- 1995: Solomon & Sheba (Fernsehfilm)
- 1995: French Kiss
- 2001: Wit (Fernsehfilm)
- 2005: Der Fluch der Betsy Bell (An American Haunting)
- 2006: 9/11 – Die letzten Minuten im World Trade Center (9/11: The Twin Towers)
- 2008: New York für Anfänger (How to Lose Friends & Alienate People)
- 2010: Locked In
- 2016: Phantastische Tierwesen und wo sie zu finden sind (Fantastic Beasts and Where to Find Them)